# Kanada a 2004. évi nyári olimpiai játékokon
Kanada a görögországi Athénban megrendezett 2004. évi nyári olimpiai játékok egyik részt vevő nemzete volt. Az országot az olimpián 28 sportágban 262 sportoló képviselte, akik összesen 12 érmet szereztek.

## Érmesek
| Érem  | Versenyző                                                     | Sportág      | Versenyszám                    |
| ----- | ------------------------------------------------------------- | ------------ | ------------------------------ |
| Arany | Adam Van Koeverden                                            | Kajak-kenu   | Férfi kajak egyes 500 m        |
| Arany | Lori-Ann Muenzer                                              | Kerékpározás | Női egyéni sprint              |
| Arany | Kyle Shewfelt                                                 | Torna        | Férfi talaj                    |
| Ezüst | Tonya Verbeek                                                 | Birkózás     | Női szabadfogás, 55 kg         |
| Ezüst | Cameron Baerg Thomas Herschmiller Jake Wetzel Barney Williams | Evezés       | Férfi kormányos nélküli négyes |
| Ezüst | Marie-Hélène Prémont                                          | Kerékpározás | Női terep-kerékpározás         |
| Ezüst | Alexandre Despatie                                            | Műugrás      | Férfi egyéni műugrás           |
| Ezüst | Karen Cockburn                                                | Torna        | Női trambulin                  |
| Ezüst | Ross Macdonald Mike Wolfs                                     | Vitorlázás   | Férfi csillaghajó              |
| Bronz | Adam Van Koeverden                                            | Kajak-kenu   | Férfi kajak egyes 1000 m       |
| Bronz | Caroline Brunet                                               | Kajak-kenu   | Női kajak egyes 500 m          |
| Bronz | Blythe Hartley Émilie Heymans                                 | Műugrás      | Női szinkron toronyugrás       |

## Asztalitenisz
Férfi
| Versenyző                  | Versenyszám | 64-es főtábla     | 48-as főtábla                                                             | 32-es főtábla                                                                             | Nyolcaddöntő      | Negyeddöntő       | Elődöntő          | Döntő             | Helyezés |
| Versenyző                  | Versenyszám | Ellenfél Eredmény | Ellenfél Eredmény                                                         | Ellenfél Eredmény                                                                         | Ellenfél Eredmény | Ellenfél Eredmény | Ellenfél Eredmény | Ellenfél Eredmény | Helyezés |
| -------------------------- | ----------- | ----------------- | ------------------------------------------------------------------------- | ----------------------------------------------------------------------------------------- | ----------------- | ----------------- | ----------------- | ----------------- | -------- |
| Johnny Huang               | Egyes       |                   | Aleksandar Karakašević (SCG) · 11-7, 8-11, 5-11, 11-9, 9-11, 9-11         | kiesett                                                                                   | kiesett           | kiesett           | kiesett           | kiesett           | 33.      |
| Johnny Huang Faazil Kassam | Páros       |                   | Ausztrália (AUS) · Trevor Brown · Russell Lavale · 11-9, 11-3, 11-6, 11-8 | Svédország (SWE) · Jörgen Persson · Jan-Ove Waldner · 7-11, 18-16, 3-11, 11-7, 7-11, 6-11 | kiesett           | kiesett           | kiesett           | kiesett           | 17.      |

Női
| Versenyző               | Versenyszám | 64-es főtábla                             | 48-as főtábla                                                                       | 32-es főtábla                                                                 | Nyolcaddöntő      | Negyeddöntő       | Elődöntő          | Döntő             | Helyezés |
| Versenyző               | Versenyszám | Ellenfél Eredmény                         | Ellenfél Eredmény                                                                   | Ellenfél Eredmény                                                             | Ellenfél Eredmény | Ellenfél Eredmény | Ellenfél Eredmény | Ellenfél Eredmény | Helyezés |
| ----------------------- | ----------- | ----------------------------------------- | ----------------------------------------------------------------------------------- | ----------------------------------------------------------------------------- | ----------------- | ----------------- | ----------------- | ----------------- | -------- |
| Petra Cada              | Egyes       | Olfa Genni (TUN) · 11-4, 11-7, 11-4, 11-7 | Bátorfi Csilla (HUN) · 11-7, 9-11, 16-18, 11-6, 11-8, 8-11, 12-10                   | Li Jia Wei (SIN) · 4-11, 6-11, 7-11, 8-11                                     | kiesett           | kiesett           | kiesett           | kiesett           | 17.      |
| Petra Cada Marie Roussy | Páros       |                                           | Görögország (GRE) · María Moíru · Arhontúla Volakáki · 11-8, 4-11, 11-7, 11-9, 11-8 | Oroszország (RUS) · Szvetlana Ganyina · Irina Palina · 5-11, 2-11, 7-11, 6-11 | kiesett           | kiesett           | kiesett           | kiesett           | 17.      |

## Atlétika
Férfi
| Versenyző                                                    | Versenyszám     | Előfutam | Előfutam | Előfutam | Negyeddöntő | Negyeddöntő | Negyeddöntő | Elődöntő | Elődöntő | Elődöntő | Döntő   | Döntő    |
| Versenyző                                                    | Versenyszám     | Idő      | Hely.    | Össz.    | Idő         | Hely.       | Össz.       | Idő      | Hely.    | Össz.    | Idő     | Helyezés |
| ------------------------------------------------------------ | --------------- | -------- | -------- | -------- | ----------- | ----------- | ----------- | -------- | -------- | -------- | ------- | -------- |
| Pierre Browne                                                | 100 m           | 10,32    | 5.       | 31.*     | 10,21       | 6.          | 18.         | kiesett  | kiesett  | kiesett  | kiesett | kiesett  |
| Nicolas Macrozonaris                                         | 100 m           | 10,40    | 2.       | 42.*     | 10,28       | 6.          | 28.         | kiesett  | kiesett  | kiesett  | kiesett | kiesett  |
| Gary Reed                                                    | 800 m           | 1:46,74  | 1.       | 30.      |             |             |             | 1:47,38  | 7.       | 18.      | kiesett | kiesett  |
| Achraf Tadili                                                | 800 m           | 1:46,63  | 4.       | 25.      |             |             |             | kiesett  | kiesett  | kiesett  | kiesett | kiesett  |
| Kevin Sullivan                                               | 1500 m          | 3:39,30  | 6.       | 13.      |             |             |             | 3:42,86  | 9.       | 19.      | kiesett | kiesett  |
| Charles Allen                                                | 110 m gát       | 13,35    | 2.       | 6.       | 13,30       | 2.          | 6.          | 13,23    | 4.       | 6.       | 13,48   | 6.       |
| Tim Berrett                                                  | 50 km gyaloglás |          |          |          |             |             |             |          |          |          | 4:10:31 | 31.      |
| Nicolas Macrozonaris Anson Henry Charles Allen Pierre Browne | 4 × 100 m váltó | 38,64    | 7.       | 8.**     |             |             |             |          |          |          | kiesett | kiesett  |

| Versenyző    | Versenyszám   | Selejtező | Selejtező | Döntő    | Döntő    |
| Versenyző    | Versenyszám   | Eredmény  | Helyezés  | Eredmény | Helyezés |
| ------------ | ------------- | --------- | --------- | -------- | -------- |
| Mark Boswell | Magasugrás    | 228 cm    | 1.**      | 229 cm   | 7.       |
| Brad Snyder  | Súlylökés     | 19,46 m   | 20.       | kiesett  | kiesett  |
| Jason Tunks  | Diszkoszvetés | 61,21 m   | 15.       | kiesett  | kiesett  |

Női
| Versenyző               | Versenyszám | Előfutam | Előfutam | Előfutam | Elődöntő | Elődöntő | Elődöntő | Döntő         | Döntő         |
| Versenyző               | Versenyszám | Idő      | Hely.    | Össz.    | Idő      | Hely.    | Össz.    | Idő           | Helyezés      |
| ----------------------- | ----------- | -------- | -------- | -------- | -------- | -------- | -------- | ------------- | ------------- |
| Diane Cummins           | 800 m       | 2:01,19  | 5.       | 9.       | 2:00,30  | 4.       | 14.      | kiesett       | kiesett       |
| Émilie Mondor           | 5000 m      | 15:20,15 | 8.       | 17.      |          |          |          | kiesett       | kiesett       |
| Courtney Babcock        | 5000 m      | 15:47,35 | 16.      | 29.      |          |          |          | kiesett       | kiesett       |
| Courtney Babcock        | 1500 m      | 4:08,18  | 9.       | 26.      | kiesett  | kiesett  | kiesett  | kiesett       | kiesett       |
| Carmen Douma-Hussar     | 1500 m      | 4:06,90  | 2.       | 17.      | 4:05,09  | 6.       | 6.       | 4:02,31       | 9.            |
| Malindi Elmore          | 1500 m      | 4:09,81  | 10.      | 32.      | kiesett  | kiesett  | kiesett  | kiesett       | kiesett       |
| Perdita Felicien        | 100 m gát   | 12,73    | 2.       | 3.       | 12,49    | 1.       | 2.       | nem ért célba | nem ért célba |
| Priscilla Lopes-Schliep | 100 m gát   | 13,08    | 5.       | 20.      | kiesett  | kiesett  | kiesett  | kiesett       | kiesett       |
| Angela Whyte            | 100 m gát   | 13,01    | 3.       | 16.      | 12,69    | 4.       | 11.      | 12,81         | 6.            |

| Versenyző        | Versenyszám | Selejtező | Selejtező | Döntő    | Döntő    |
| Versenyző        | Versenyszám | Eredmény  | Helyezés  | Eredmény | Helyezés |
| ---------------- | ----------- | --------- | --------- | -------- | -------- |
| Dana Ellis       | Rúdugrás    | 440 cm    | 8.*       | 440 cm   | 6.***    |
| Stephanie McCann | Rúdugrás    | 440 cm    | 14.       | 440 cm   | 10.      |

* - egy másik versenyzővel azonos időt/eredményt ért el

** - két másik versenyzővel azonos időt/eredményt ért el

*** - három másik versenyzővel azonos eredményt ért el

## Baseball
| #          | Poz.  | Név                 | Születési idő                    | Klub                      |
| ---------- | ----- | ------------------- | -------------------------------- | ------------------------- |
| 34         | P     | Chris Begg          | 1979. szeptember 12. (24 évesen) | Norwich Navigators        |
| 37         | P     | Eric Cyr            | 1979. november 2. (24 évesen)    | Salt Lake Stringers       |
| 14         | P     | Phil Devey          | 1977. május 31. (27 évesen)      | San Antonio Missions      |
| 29         | P     | Jason Dickson       | 1973. március 30. (31 évesen)    | Omaha Royals              |
| 24         | P     | Shawn Hill          | 1981. április 28. (23 évesen)    | Harrisburg Senators       |
| 25         | P     | Mike Johnson        | 1975. október 3. (28 évesen)     | Edmonton Trappers         |
| 32         | P     | Mike Kusiewicz      | 1976. november 1. (27 évesen)    | High Desert Mavericks     |
| 40         | P     | Chris Mears         | 1978. január 20. (26 évesen)     | Toledu Mud Hens           |
| 31         | P     | Aaron Myette        | 1977. szeptember 26. (26 évesen) | Louisville Bats           |
| 38         | P     | John Ogiltree       | 1978. június 3. (26 évesen)      | New Hampshire Fisher Cats |
| 36         | P     | Paul Spoljaric      | 1970. szeptember 24. (33 évesen) | Former MLB-player         |
| 30         | C     | Pierre-Luc LaForest | 1978. január 27. (26 évesen)     | Durham Bulls              |
| 28         | C     | Andy Stewart        | 1970. december 5. (33 évesen)    | Former MLB-player         |
| 20         | IF    | Todd Betts          | 1973. június 24. (31 évesen)     | Columbus Clippers         |
| 11         | IF    | Stubby Clapp        | 1973. február 24. (31 évesen)    | Syracuse Chiefs           |
| 17         | IF    | Danny Klassen       | 1975. szeptember 22. (28 évesen) | Toledu Mud Hens           |
| 16         | IF    | Kevin Nicholson     | 1976. március 29. (28 évesen)    | Altoona Curve             |
| 4          | IF/OF | Peter Orr           | 1979. június 8. (25 évesen)      | Richmond Braves           |
| 33         | IF/OF | Simon Pond          | 1976. október 27. (27 évesen)    | Syracuse Chiefs           |
| 2          | OF    | Rob Ducey           | 1965. május 24. (39 évesen)      | Former MLB-player         |
| 27         | OF    | Jeff Guiel          | 1974. január 12. (30 évesen)     | Syracuse Chiefs           |
| 35         | OF    | Ryan Radmanovich    | 1971. augusztus 9. (33 évesen)   | Somerset Patriots         |
| 19         | OF    | Adam Stern          | 1980. február 12. (24 évesen)    | Greenville Braves         |
| 26         | OF    | Jeremy Ware         | 1975. október 23. (28 évesen)    | Harrisburg Senators       |
| Vezetőedző |       |                     |                                  |                           |
| 0          |       | Ernie Whitt         | 1952. június 3. (52 évesen)      |                           |

- Kor: 2004. augusztus 14-i kora

### Eredmények
Csoportkör
| Csapat      | M | Gy | V | P+ | P– | Pk  |
| ----------- | - | -- | - | -- | -- | --- |
| Japán       | 7 | 6  | 1 | 49 | 20 | +29 |
| Kuba        | 7 | 6  | 1 | 41 | 17 | +24 |
| Kanada      | 7 | 5  | 2 | 39 | 17 | +22 |
| Ausztrália  | 7 | 4  | 3 | 49 | 30 | +19 |
| Tajvan      | 7 | 3  | 4 | 24 | 28 | –4  |
| Hollandia   | 7 | 2  | 5 | 29 | 55 | –26 |
| Görögország | 7 | 1  | 6 | 24 | 49 | –25 |
| Olaszország | 7 | 1  | 6 | 19 | 58 | –39 |

| 2004. augusztus 15. 18:30 |  | Kanada (CAN) | 7–0 | Tajvan |  |  |
| 2004. augusztus 15. 18:30 |  |              |     |        |  |  |

| 2004. augusztus 16. 11:30 |  | Kanada (CAN) | 9–3 | Olaszország |  |  |
| 2004. augusztus 16. 11:30 |  |              |     |             |  |  |

| 2004. augusztus 17. 10:30 |  | Hollandia (NED) | 0–7 | Kanada |  |  |
| 2004. augusztus 17. 10:30 |  |                 |     |        |  |  |

| 2004. augusztus 18. 18:30 |  | Görögország (GRE) | 0–2 | Kanada |  |  |
| 2004. augusztus 18. 18:30 |  |                   |     |        |  |  |

| 2004. augusztus 20. 11:30 |  | Japán (JPN) | 9–1 | Kanada |  |  |
| 2004. augusztus 20. 11:30 |  |             |     |        |  |  |

| 2004. augusztus 24. 19:30 |  | Kuba (CUB) | 8–5 | Kanada |  |  |
| 2004. augusztus 24. 19:30 |  |            |     |        |  |  |

| 2004. augusztus 22. 19:30 |  | Ausztrália (AUS) | 0–11 | Kanada |  |  |
| 2004. augusztus 22. 19:30 |  |                  |      |        |  |  |

Elődöntő
| 2004. augusztus 24. 19:30 |  | Kuba (CUB) | 8–5 | Kanada |  |  |
| 2004. augusztus 24. 19:30 |  |            |     |        |  |  |

Bronzmérkőzés
| 2004. augusztus 25. 11:30 |  | Kanada (CAN) | 2–11 | Japán |  |  |
| 2004. augusztus 25. 11:30 |  |              |      |       |  |  |

| Csapat | Helyezés |
| ------ | -------- |
| Kanada | 4.       |

## Birkózás

### Férfi
Szabadfogású
| Versenyző      | Versenyszám | Csoportkör                                                                    | Csoportkör | Negyeddöntő                  | Elődöntő          | Bronz- mérkőzés                             | Döntő             | Helyezés |
| Versenyző      | Versenyszám | Ellenfél Eredmény                                                             | Hely.      | Ellenfél Eredmény            | Ellenfél Eredmény | Ellenfél Eredmény                           | Ellenfél Eredmény | Helyezés |
| -------------- | ----------- | ----------------------------------------------------------------------------- | ---------- | ---------------------------- | ----------------- | ------------------------------------------- | ----------------- | -------- |
| Gia Sissaouri  | 60 kg       | B csoport · Murad Umahanov (RUS) · 8-2 · Tevfik Odabaşı (TUR) · 5-4           | 1.         | Vaszil Fedorisin (UKR) · 0-6 |                   | 5. helyért · Davit Pogoszian (GEO) · 0-4 PA |                   | 6.       |
| Evan MacDonald | 66 kg       | B csoport · Leonyid Szpiridonov (KAZ) · 7-10 · Szerafim Barzakov (BUL) · 0-11 | 3.         | kiesett                      | kiesett           | kiesett                                     | kiesett           | 17.      |
| Daniel Igali   | 74 kg       | B csoport · Juszup Abduszalomov (TJK) · 5-2 · Elnur Aslanov (AZE) · 7-1       | 1.         | Iván Fundora (CUB) · 1-3     | kiesett           | kiesett                                     | kiesett           | 6.       |

### Női
Szabadfogású
| Versenyző           | Versenyszám | Csoportkör                                                            | Csoportkör | Elődöntő                                      | Bronz- mérkőzés                            | Döntő                     | Helyezés |
| Versenyző           | Versenyszám | Ellenfél Eredmény                                                     | Hely.      | Ellenfél Eredmény                             | Ellenfél Eredmény                          | Ellenfél Eredmény         | Helyezés |
| ------------------- | ----------- | --------------------------------------------------------------------- | ---------- | --------------------------------------------- | ------------------------------------------ | ------------------------- | -------- |
| Lyndsay Belisle     | 48 kg       | A csoport · Icsó Csiharu (JPN) · 0-12 · Brigitte Wagner (GER) · 3-4   | 3.         | kiesett                                       | kiesett                                    | kiesett                   | 11.      |
| Tonya Verbeek       | 55 kg       | A csoport · Tela O'Donnell (USA) · 11-1 · Olga Szmirnova (RUS) · 13-3 | 1.         | Ida Karlsson (SWE) · 7-6                      |                                            | Josida Szaori (JPN) · 0-6 |          |
| Viola Yanik         | 63 kg       | B csoport · Sara McMann (USA) · 5-2 · Meng Li-li (CHN) · 1-8          | 2.         | 5–8. helyért · Stephanie Gross (GER) · 4-1    | 5. helyért · Volha Hilko (BLR) · 5-2       |                           | 5.       |
| Christine Nordhagen | 72 kg       | C csoport · Vang Hszü (CHN) · 2-5 · Katarzyna Juszczak (ITA) · 5-2    | 2.         | 5–8. helyért · Toccara Montgomery (USA) · 8-3 | 5. helyért · Anita Schätzle (GER) · 4-0 PA |                           | 5.       |

PA - visszalépett (birói döntéssel 0-4)

## Cselgáncs
Férfi
| Versenyző    | Versenyszám   | Selejtező         | 32-es főtábla                   | Nyolcaddöntő                    | Negyeddöntő                   | Elődöntő          | Vigaszág első kör | Vigaszág negyeddöntő            | Vigaszág elődöntő | Bronz- mérkőzés   | Döntő             | Helyezés    |
| Versenyző    | Versenyszám   | Ellenfél Eredmény | Ellenfél Eredmény               | Ellenfél Eredmény               | Ellenfél Eredmény             | Ellenfél Eredmény | Ellenfél Eredmény | Ellenfél Eredmény               | Ellenfél Eredmény | Ellenfél Eredmény | Ellenfél Eredmény | Helyezés    |
| ------------ | ------------- | ----------------- | ------------------------------- | ------------------------------- | ----------------------------- | ----------------- | ----------------- | ------------------------------- | ----------------- | ----------------- | ----------------- | ----------- |
| Keith Morgan | Középsúly     |                   | Abbász Falláh (IRI) · 1002-0111 | Hesám Miszbáh (EGY) · 0011-0001 | Hvang Hithe (KOR) · 0000-0200 |                   |                   | Mark Huizinga (NED) · 0000-1012 | kiesett           | kiesett           |                   | helyezetlen |
| Nicolas Gill | Félnehézsúlyú |                   | Michele Monti (ITA) · 0001-1003 | kiesett                         | kiesett                       | kiesett           |                   |                                 |                   |                   |                   | helyezetlen |

Női
| Versenyző         | Versenyszám  | Selejtező                          | Nyolcaddöntő                     | Negyeddöntő                      | Elődöntő          | Vigaszág első kör | Vigaszág negyeddöntő              | Vigaszág elődöntő               | Bronz- mérkőzés                | Döntő             | Helyezés    |
| Versenyző         | Versenyszám  | Ellenfél Eredmény                  | Ellenfél Eredmény                | Ellenfél Eredmény                | Ellenfél Eredmény | Ellenfél Eredmény | Ellenfél Eredmény                 | Ellenfél Eredmény               | Ellenfél Eredmény              | Ellenfél Eredmény | Helyezés    |
| ----------------- | ------------ | ---------------------------------- | -------------------------------- | -------------------------------- | ----------------- | ----------------- | --------------------------------- | ------------------------------- | ------------------------------ | ----------------- | ----------- |
| Carolyne Lepage   | Légsúly      |                                    | Julia Matijass (GER) · 0000-1100 |                                  |                   |                   | Je Gurim (KOR) · 0000-0011        | kiesett                         | kiesett                        |                   | helyezetlen |
| Marie Chisholm    | Váltósúly    | Anna von Harnier (GER) · 1000-0001 | Li Su-fang (CHN) · 0010-0000     | Tanimoto Ajumi (JPN) · 0000-1000 |                   |                   | Szaída ez-Záhri (TUN) · 1000-0000 | Lucie Décosse (FRA) · 1010-0001 | Urška Žolnir (SLO) · 0010-0100 |                   | 5.          |
| Catherine Roberge | Középsúly    |                                    | Kate Howey (GBR) · 0010-0001     | Annett Böhm (GER) · 0000-0011    |                   |                   | Csin Tung-ja (CHN) · 0000-1001    | kiesett                         | kiesett                        |                   | helyezetlen |
| Amy Cotton        | Félnehézsúly | Mélanie Engoang (GAB) · 1000-0000  | Lucia Morico (ITA) · 0000-1010   | kiesett                          | kiesett           |                   |                                   |                                 |                                |                   | helyezetlen |

## Evezés
Férfi
| Versenyző | Versenyszám                          | Előfutam | Előfutam | Vigaszág | Vigaszág | Elődöntő | Elődöntő      | Elődöntő      | Döntő   | Döntő   | Döntő   | Helyezés    |
| Versenyző | Versenyszám                          | Idő      | Hely.    | Idő      | Hely.    | Típus    | Idő           | Hely.         | Típus   | Idő     | Hely.   | Helyezés    |
| --- | ------------------------------------ | -------- | -------- | -------- | -------- | -------- | ------------- | ------------- | ------- | ------- | ------- | ----------- |
| Dave Calder Chris Jarvis | Kormányos nélküli kettes             | 6:56,23  | 2.       |          |          | A/B      | nem ért célba | nem ért célba | kiesett | kiesett | kiesett | helyezetlen |
| Cameron Baerg Thomas Herschmiller Jake Wetzel Barney Williams                                                                              | Kormányos nélküli négyes             | 6:26,38  | 1.       |          |          | A/B      | 5:50,68       | 1.            | A       | 6:07,06 | 2.      |             |
| Iain Brambell Jonathan Mandick Gavin Hassett Jon Beare                                                                                     | Könnyűsúlyú kormányos nélküli négyes | 5:51,18  | 1.       |          |          | A/B      | 5:57,44       | 3.            | A       | 6:05,10 | 5.      | 5.          |
| Scott Frandsen Kevin Light Ben Rutledge Kyle Hamilton Adam Kreek Andrew Hoskins Joseph Stankevicius Jeffrey Powell Brian Price (kormányos) | Nyolcas                              | 5:20,46  | 2.       | 5:32,51  | 1.       |          |               |               | A       | 5:51,66 | 5.      | 5.          |

Női
| Versenyző | Versenyszám              | Előfutam | Előfutam | Vigaszág | Vigaszág | Elődöntő | Elődöntő | Elődöntő | Döntő   | Döntő   | Döntő   | Helyezés |
| Versenyző | Versenyszám              | Idő      | Hely.    | Idő      | Hely.    | Típus    | Idő      | Hely.    | Típus   | Idő     | Hely.   | Helyezés |
| --- | ------------------------ | -------- | -------- | -------- | -------- | -------- | -------- | -------- | ------- | ------- | ------- | -------- |
| Darcy Marquardt Buffy Alexander-Williams | Kormányos nélküli kettes | 7:42,36  | 2.       | 7:08,32  | 1.       |          |          |          | A       | 7:13,33 | 4.      | 4.       |
| Mara Jones Fiona Milne | Könnyűsúlyú kétpárevezős | 6:53,47  | 2.       | 6:54,04  | 2.       | A/B      | 6:56,64  | 4.       | B       | 7:26,07 | 2.      | 8.       |
| Anna-Marie de Zwager Pauline van Roessel Jacqui Cook Andréanne Morin Roslyn McLeod Karen Clark Romina Stefancic Sabrina Kolker Sarah Pape (kormányos) | Nyolcas                  | 6:12,40  | 3.       | 6:15,18  | 5.       | kiesett  | kiesett  | kiesett  | kiesett | kiesett | kiesett | 7.       |

## Íjászat
Férfi
| Versenyző       | Versenyszám | Selejtező | Selejtező | 64-es főtábla                      | 32-es főtábla     | Nyolcaddöntő      | Negyeddöntő       | Elődöntő          | Döntő             | Helyezés |
| Versenyző       | Versenyszám | Pont      | Kiemelt   | Ellenfél Eredmény                  | Ellenfél Eredmény | Ellenfél Eredmény | Ellenfél Eredmény | Ellenfél Eredmény | Ellenfél Eredmény | Helyezés |
| --------------- | ----------- | --------- | --------- | ---------------------------------- | ----------------- | ----------------- | ----------------- | ----------------- | ----------------- | -------- |
| Jonathan Ohayon | Egyéni      | 632       | 50.       | Viktor Ruban (UKR) (15.) · 140-157 | kiesett           | kiesett           | kiesett           | kiesett           | kiesett           | 47.      |

Női
| Versenyző          | Versenyszám | Selejtező | Selejtező | 64-es főtábla                        | 32-es főtábla     | Nyolcaddöntő      | Negyeddöntő       | Elődöntő          | Döntő             | Helyezés |
| Versenyző          | Versenyszám | Pont      | Kiemelt   | Ellenfél Eredmény                    | Ellenfél Eredmény | Ellenfél Eredmény | Ellenfél Eredmény | Ellenfél Eredmény | Ellenfél Eredmény | Helyezés |
| ------------------ | ----------- | --------- | --------- | ------------------------------------ | ----------------- | ----------------- | ----------------- | ----------------- | ----------------- | -------- |
| Marie-Pier Beaudet | Egyéni      | 616       | 47.       | Cornelia Pfohl (GER) (18.) · 128-146 | kiesett           | kiesett           | kiesett           | kiesett           | kiesett           | 56.      |

## Kajak-kenu

### Síkvízi
Férfi
| Versenyző                                                     | Versenyszám         | Előfutam | Előfutam | Előfutam | Elődöntő | Elődöntő | Elődöntő | Döntő    | Döntő    |
| Versenyző                                                     | Versenyszám         | Idő      | Hely.    | Össz.    | Idő      | Hely.    | Össz.    | Idő      | Helyezés |
| ------------------------------------------------------------- | ------------------- | -------- | -------- | -------- | -------- | -------- | -------- | -------- | -------- |
| Adam Van Koeverden                                            | Kajak egyes 500 m   | 1:37,591 | 1.       | 4.       | 1:38,907 | 1.       | 3.       | 1:37,919 |          |
| Adam Van Koeverden                                            | Kajak egyes 1000 m  | 3:24,984 | 2.       | 2.       | 3:27,502 | 1.       | 1.       | 3:28,218 |          |
| Steven Jorens Richard Dober, Jr.                              | Kajak kettes 500 m  | 1:31,985 | 5.       | 11.      | 1:34,318 | 7.       | 13.      | kiesett  | kiesett  |
| Steven Jorens Richard Dober, Jr. Ryan Cuthbert Andrew Willows | Kajak négyes 1000 m | 2:56,336 | 5.       | 9.       | 2:55,926 | 3.       | 3.       | 3:07,714 | 9.       |
| Richard Dalton                                                | Kenu egyes 500 m    | 1:50,005 | 3.       | 6.       | 1:51,027 | 3.       | 5.       | 1:48,103 | 6.       |
| Stephen Giles                                                 | Kenu egyes 1000 m   | 3:52,451 | 2.       | 4.       | 3:51,720 | 1.       | 1.       | 3:51,457 | 5.       |
| Buday Attila Ifj. Buday Tamás                                 | Kenu kettes 500 m   | 1:40,488 | 2.D      | 5.       |          |          |          | 1:41,210 | 8.       |
| Richard Dalton Michael Scarola                                | Kenu kettes 1000 m  | 3:31,123 | 4.       | 6.       | 3:32,280 | 2.       | 2.       | 3:45,638 | 6.       |

Női
| Versenyző                                                      | Versenyszám        | Előfutam | Előfutam | Előfutam | Elődöntő | Elődöntő | Elődöntő | Döntő    | Döntő    |
| Versenyző                                                      | Versenyszám        | Idő      | Hely.    | Össz.    | Idő      | Hely.    | Össz.    | Idő      | Helyezés |
| -------------------------------------------------------------- | ------------------ | -------- | -------- | -------- | -------- | -------- | -------- | -------- | -------- |
| Caroline Brunet                                                | Kajak egyes 500 m  | 1:50,336 | 1. D     | 2.       |          |          |          | 1:50,601 |          |
| Caroline Brunet Mylanie Barré                                  | Kajak kettes 500 m | 1:43,434 | 3. D     | 6.       |          |          |          | 1:42,833 | 7.       |
| Karen Furneaux Carrie Lightbound Kamini Jain Jillian D'Alessio | Kajak négyes 500 m | 1:36,877 | 5.       | 9.       | 1:35,645 | 3.       | 3.       | 1:39,952 | 8.       |

### Szlalom
Férfi
| Versenyző        | Versenyszám | Selejtező | Selejtező | Selejtező | Selejtező | Selejtező  | Selejtező  | Elődöntő | Elődöntő | Döntő   | Döntő   | Összesítés | Összesítés |
| Versenyző        | Versenyszám | 1. futam  | 1. futam  | 2. futam  | 2. futam  | Összesítés | Összesítés | Elődöntő | Elődöntő | Döntő   | Döntő   | Összesítés | Összesítés |
| Versenyző        | Versenyszám | Pont      | Hely.     | Pont      | Hely.     | Pont       | Hely.      | Pont     | Hely.    | Pont    | Hely.   | Pont       | Helyezés   |
| ---------------- | ----------- | --------- | --------- | --------- | --------- | ---------- | ---------- | -------- | -------- | ------- | ------- | ---------- | ---------- |
| David Ford       | Kajak egyes | 101,30    | 18.       | 98,57     | 14.       | 199,87     | 16.        | 95,83    | 7.       | 96,75   | 4.      | 192,58     | 4.         |
| James Cartwright | Kenu egyes  | 105,79    | 11.       | 105,17    | 10.       | 210,96     | 10.        | 100,45   | 9.       | kiesett | kiesett | kiesett    | kiesett    |

Női
| Versenyző         | Versenyszám | Selejtező | Selejtező | Selejtező | Selejtező | Selejtező  | Selejtező  | Elődöntő | Elődöntő | Döntő   | Döntő   | Összesítés | Összesítés |
| Versenyző         | Versenyszám | 1. futam  | 1. futam  | 2. futam  | 2. futam  | Összesítés | Összesítés | Elődöntő | Elődöntő | Döntő   | Döntő   | Összesítés | Összesítés |
| Versenyző         | Versenyszám | Pont      | Hely.     | Pont      | Hely.     | Pont       | Hely.      | Pont     | Hely.    | Pont    | Hely.   | Pont       | Helyezés   |
| ----------------- | ----------- | --------- | --------- | --------- | --------- | ---------- | ---------- | -------- | -------- | ------- | ------- | ---------- | ---------- |
| Margaret Langford | Kajak egyes | 123,02    | 16.       | 121,89    | 17.       | 244,91     | 16.        | kiesett  | kiesett  | kiesett | kiesett | kiesett    | kiesett    |

## Kerékpározás

### Hegyi-kerékpározás
| Versenyző            | Versenyszám        | Idő              | Helyezés      |
| -------------------- | ------------------ | ---------------- | ------------- |
| Ryder Hesjedal       | Férfi terepverseny | nem ért célba    | nem ért célba |
| Seamus McGrath       | Férfi terepverseny | 2:20:33 (+5:31)  | 9.            |
| Kiara Bisaro         | Női terepverseny   | 2:09:50 (+12:59) | 15.           |
| Marie-Hélène Prémont | Női terepverseny   | 1:57:50 (+0:59)  |               |
| Alison Sydor         | Női terepverseny   | 1:59:47 (+2:56)  | 4.            |

### Országúti kerékpározás
Férfi
| Versenyző     | Versenyszám   | Idő                   | Helyezés      |
| ------------- | ------------- | --------------------- | ------------- |
| Michael Barry | Mezőnyverseny | 5:41:56 (+0:12)       | 32.           |
| Gordon Fraser | Mezőnyverseny | nem ért célba         | nem ért célba |
| Eric Wohlberg | Mezőnyverseny | nem ért célba         | nem ért célba |
| Eric Wohlberg | Időfutam      | 1:00:31,49 (+2:59,75) | 18.           |

Női
| Versenyző          | Versenyszám   | Idő                 | Helyezés      |
| ------------------ | ------------- | ------------------- | ------------- |
| Manon Jutras       | Mezőnyverseny | 3:25:42 (+1:18)     | 30.           |
| Lyne Bessette      | Mezőnyverseny | nem ért célba       | nem ért célba |
| Lyne Bessette      | Időfutam      | 33:24,19 (+2:12,66) | 16.           |
| Susan Palmer-Komar | Időfutam      | 33:26,01 (+2:14,48) | 17.           |
| Susan Palmer-Komar | Mezőnyverseny | 3:25:37 (+1:13)     | 11.           |

### Pálya-kerékpározás
Sprintversenyek
| Versenyző        | Versenyszám       | Selejtező | Selejtező | 1. forduló                 | Vigaszág               | Vigaszág | 9–12. helyért          | 9–12. helyért | Negyeddöntő                            | 5–8. helyért           | 5–8. helyért | Elődöntő                                   | Döntő                                  | Helyezés |
| Versenyző        | Versenyszám       | Idő       | Hely.     | Ellenfél Győztes idő       | Ellenfelek Győztes idő | Hely.    | Ellenfelek Győztes idő | Hely.         | Ellenfél Győztes idő                   | Ellenfelek Győztes idő | Hely.        | Ellenfél Győztes idő                       | Ellenfél Győztes idő                   | Helyezés |
| ---------------- | ----------------- | --------- | --------- | -------------------------- | ---------------------- | -------- | ---------------------- | ------------- | -------------------------------------- | ---------------------- | ------------ | ------------------------------------------ | -------------------------------------- | -------- |
| Lori-Ann Muenzer | Női egyéni sprint | 11,380    | 4.        | Jennie Reed (USA) · 11,881 |                        |          |                        |               | Daniela Larreal (VEN) · 12,064, 11,888 |                        |              | Anna Meares (AUS) · 11,802, 12,101, 12,185 | Tamila Abaszova (RUS) · 12,126, 12,140 |          |

Időfutam
| Név              | Versenyszám         | Idő    | Helyezés |
| ---------------- | ------------------- | ------ | -------- |
| Lori-Ann Muenzer | Női egyéni időfutam | 34,628 | 7.       |

## Lovaglás
Díjlovaglás
| Versenyző                                                           | Ló                             | Versenyszám | 1. kör | 1. kör | 2. kör  | 2. kör  | 3. kör  | 3. kör  | Végeredmény | Végeredmény |
| Versenyző                                                           | Ló                             | Versenyszám | Pont   | Hely.  | Pont    | Hely.   | Pont    | Hely.   | Pont        | Helyezés    |
| ------------------------------------------------------------------- | ------------------------------ | ----------- | ------ | ------ | ------- | ------- | ------- | ------- | ----------- | ----------- |
| Cindy Neale-Ishoy                                                   | Proton                         | Egyéni      | 66,583 | 31.**  | kiesett | kiesett | kiesett | kiesett | kiesett     | kiesett     |
| Ashley Nicoll-Holzer                                                | Imperioso                      | Egyéni      | 64,667 | 42.    | kiesett | kiesett | kiesett | kiesett | kiesett     | kiesett     |
| Leslie Reid                                                         | Mark                           | Egyéni      | 66,083 | 35.    | kiesett | kiesett | kiesett | kiesett | kiesett     | kiesett     |
| Belinda Trussell                                                    | Royan II                       | Egyéni      | 66,000 | 36.    | kiesett | kiesett | kiesett | kiesett | kiesett     | kiesett     |
| Cindy Neale-Ishoy Ashley Nicoll-Holzer Leslie Reid Belinda Trussell | Proton Imperioso Mark Royan II | Csapat      |        |        |         |         |         |         | 66,222      | 9.          |

Díjugratás
| Versenyző  | Ló         | Versenyszám | Selejtező | Selejtező | Selejtező | Selejtező | Selejtező | Selejtező | Selejtező | Selejtező | Döntő  | Döntő  | Döntő  | Döntő  | Végeredmény | Végeredmény |
| Versenyző  | Ló         | Versenyszám | 1. kör    | 1. kör    | 2. kör    | 2. kör    | 2. kör    | 3. kör    | 3. kör    | 3. kör    | 1. kör | 1. kör | 2. kör | 2. kör | Végeredmény | Végeredmény |
| Versenyző  | Ló         | Versenyszám | Bünt.     | Hely.     | Bünt.     | Össz.     | Hely.     | Bünt.     | Össz.     | Hely.     | Bünt.  | Hely.  | Bünt.  | Hely.  | Bünt.       | Helyezés    |
| ---------- | ---------- | ----------- | --------- | --------- | --------- | --------- | --------- | --------- | --------- | --------- | ------ | ------ | ------ | ------ | ----------- | ----------- |
| Ian Millar | Promise Me | Egyéni      | 11        | 57.       | 10        | 21        | 46.       | 10        | 31        | 42.       | 8      | 11.    | 22     | 22.    | 30          | 22.         |

Lovastusa
| Versenyző                                                           | Ló                                            | Versenyszám | Díjlovaglás | Díjlovaglás | Tereplovaglás | Tereplovaglás | Tereplovaglás | Díjugratás | Díjugratás | Díjugratás | Díjugratás | Végeredmény | Végeredmény |
| Versenyző                                                           | Ló                                            | Versenyszám | Díjlovaglás | Díjlovaglás | Tereplovaglás | Tereplovaglás | Tereplovaglás | 1. kör     | 1. kör     | 2. kör     | 2. kör     | Végeredmény | Végeredmény |
| Versenyző                                                           | Ló                                            | Versenyszám | Bünt.       | Hely.       | Bünt.         | Hely.         | Össz.         | Bünt.      | Hely.      | Bünt.      | Hely.      | Bünt.       | Helyezés    |
| ------------------------------------------------------------------- | --------------------------------------------- | ----------- | ----------- | ----------- | ------------- | ------------- | ------------- | ---------- | ---------- | ---------- | ---------- | ----------- | ----------- |
| Hawley Bennett                                                      | Livingstone                                   | Egyéni      | 61,2        | 47.         | 94,8          | 66.           | 66.           | 12         | 39.        | kiesett    | kiesett    | 168,0       | 63.         |
| Bruce Mandeville                                                    | Larissa                                       | Egyéni      | 66,4        | 59.         | 10,8          | 40.           | 42.           | 12         | 39.        | kiesett    | kiesett    | 89,2        | 41.         |
| Ian Roberts                                                         | Mata-Riki                                     | Egyéni      | 70,6        | 67.         | 137,0         | 69.           | 69.           | 22         | 60.        | kiesett    | kiesett    | 229,6       | 66.         |
| Garry Roque                                                         | Waikura                                       | Egyéni      | 63,4        | 51.*        | 45,6          | 58.           | 59.           | 15         | 54.        | kiesett    | kiesett    | 124,0       | 55.         |
| Mike Winter                                                         | Balista                                       | Egyéni      | 63,2        | 50.         | 16,8          | 47.*          | 44.*          | 8          | 25.        | kiesett    | kiesett    | 88,0        | 40.         |
| Hawley Bennett Bruce Mandeville Ian Roberts Garry Roque Mike Winter | Livingstone Larissa Mata-Riki Waikura Balista | Csapat      | 187,8       | 12.         | 73,2          | 12.           | 12.           | 32         | 11.        |            |            | 301,2       | 12.         |

* - egy másik versenyzővel azonos eredményt ért el

** - két másik versenyzővel azonos eredményt ért el

## Műugrás
Férfi
| Versenyző                           | Versenyszám          | Selejtező | Selejtező | Elődöntő | Elődöntő | Döntő   | Döntő    |
| Versenyző                           | Versenyszám          | Pont      | Helyezés  | Pont     | Helyezés | Pont    | Helyezés |
| ----------------------------------- | -------------------- | --------- | --------- | -------- | -------- | ------- | -------- |
| Philippe Comtois                    | Egyéni műugrás       | 418,35    | 12.       | 629,22   | 13.      | kiesett | kiesett  |
| Alexandre Despatie                  | Egyéni műugrás       | 517,59    | 1.        | 772,32   | 1.       | 755,97  |          |
| Alexandre Despatie                  | Egyéni toronyugrás   | 500,55    | 2.        | 710,01   | 2.       | 707,46  | 4.       |
| Christopher Kalec                   | Egyéni toronyugrás   | 429,72    | 12.       | 606,84   | 14.      | kiesett | kiesett  |
| Philippe Comtois Alexandre Despatie | Szinkron toronyugrás |           |           |          |          | 351,90  | 5.       |

Női
| Versenyző                     | Versenyszám          | Selejtező | Selejtező | Elődöntő | Elődöntő | Döntő  | Döntő    |
| Versenyző                     | Versenyszám          | Pont      | Helyezés  | Pont     | Helyezés | Pont   | Helyezés |
| ----------------------------- | -------------------- | --------- | --------- | -------- | -------- | ------ | -------- |
| Blythe Hartley                | Egyéni műugrás       | 321,33    | 2.        | 550,95   | 3.       | 573,00 | 5.       |
| Émilie Heymans                | Egyéni műugrás       | 305,04    | 7.        | 531,00   | 8.       | 530,73 | 10.      |
| Émilie Heymans                | Egyéni toronyugrás   | 351,12    | 3.        | 538,17   | 5.       | 555,03 | 4.       |
| Myriam Boileau                | Egyéni toronyugrás   | 329,64    | 9.        | 517,56   | 9.       | 530,25 | 7.       |
| Blythe Hartley Émilie Heymans | Szinkron műugrás     |           |           |          |          | 276,90 | 7.       |
| Blythe Hartley Émilie Heymans | Szinkron toronyugrás |           |           |          |          | 327,78 |          |

## Ökölvívás
| Versenyző         | Versenyszám  | Selejtező                       | Nyolcaddöntő                     | Negyeddöntő                       | Elődöntő          | Döntő             | Helyezés |
| Versenyző         | Versenyszám  | Ellenfél Eredmény               | Ellenfél Eredmény                | Ellenfél Eredmény                 | Ellenfél Eredmény | Ellenfél Eredmény | Helyezés |
| ----------------- | ------------ | ------------------------------- | -------------------------------- | --------------------------------- | ----------------- | ----------------- | -------- |
| Andrew Kooner     | Harmatsúly   |                                 | Alexander Espinoza (VEN) · 37-20 | Baxodirjon Sultonov (UZB) · 32-44 | kiesett           | kiesett           | 5.       |
| Benoît Gaudet     | Pehelysúly   | Szomrak Khamszing (THA) · 32-17 | Cso Szokhvan (KOR) · 16-28       | kiesett                           | kiesett           | kiesett           | 9.       |
| Adam Trupish      | Váltósúly    | Ruslan Xeyirov (AZE) · RSC      | kiesett                          | kiesett                           | kiesett           | kiesett           | 17.      |
| Jean Pascal       | Középsúly    | Yordani Despaigne (CUB) · 24-36 | kiesett                          | kiesett                           | kiesett           | kiesett           | 17.      |
| Trevor Stewardson | Félnehézsúly | Flavio Furtado (CPV) · 36-20    | Ahmed Ismail (EGY) · 22-38       | kiesett                           | kiesett           | kiesett           | 9.       |

RSC - a játékvezető megállította a mérkőzést

## Öttusa
| Versenyző      | Versenyszám | Lövészet | Lövészet | Lövészet | Vívás    | Vívás | Vívás | Úszás   | Úszás | Úszás | Lovaglás | Lovaglás | Lovaglás | Lovaglás | Futás    | Futás | Futás | Összesen    | Összesen |
| Versenyző      | Versenyszám | Pontszám | Pont     | Hely.    | Eredmény | Pont  | Hely. | Idő     | Pont  | Hely. | Idő      | Hibapont | Pont     | Hely.    | Idő      | Pont  | Hely. | Összes pont | Helyezés |
| -------------- | ----------- | -------- | -------- | -------- | -------- | ----- | ----- | ------- | ----- | ----- | -------- | -------- | -------- | -------- | -------- | ----- | ----- | ----------- | -------- |
| Kara Grant     | Női         | 169      | 964      | 20.      | 16-15    | 832   | 12.*  | 2:43,37 | 960   | 32.   | 1:26,68  | 104      | 1096     | 18.      | 11:01,57 | 1076  | 5.    | 4928        | 22.      |
| Monica Pinette | Női         | 178      | 1072     | 10.      | 20-11    | 944   | 4.    | 2:32,62 | 1092  | 30.   | 1:12,17  | 168      | 1032     | 21.      | 11:30,55 | 960   | 22.   | 5100        | 13.      |

* - három másik versenyzővel azonos eredményt ért el

## Röplabda

### Strandröplabda

#### Férfi
| Versenyző             | Csoportkör | Csoportkör | Nyolcaddöntő                                                      | Negyeddöntő                                                              | Elődöntő          | Döntő             | Helyezés |
| Versenyző             | Ellenfél Eredmény | Hely.      | Ellenfél Eredmény                                                 | Ellenfél Eredmény                                                        | Ellenfél Eredmény | Ellenfél Eredmény | Helyezés |
| --------------------- | --- | ---------- | ----------------------------------------------------------------- | ------------------------------------------------------------------------ | ----------------- | ----------------- | -------- |
| John Child Mark Heese | E csoport · Svájc (SUI) · Patrick Heuscher · Stefan Kobel · 26-28, 18-21 · Egyesült Államok (USA) · Dain Blanton · Jeff Nygaard · 21-16, 21-10 · Ausztrália (AUS) · Julien Prosser · Mark Williams · 13-21, 21-15, 12-15 | 3.         | Argentína (ARG) · Mariano Baracetti · Martín Conde · 21-17, 21-17 | Spanyolország (ESP) · Javier Bosma · Pablo Herrera · 24-22, 19-21, 16-18 | kiesett           | kiesett           | 5.       |

#### Női
| Versenyző                    | Csoportkör | Csoportkör | Nyolcaddöntő                                                  | Negyeddöntő                                                     | Elődöntő          | Döntő             | Helyezés |
| Versenyző                    | Ellenfél Eredmény | Hely.      | Ellenfél Eredmény                                             | Ellenfél Eredmény                                               | Ellenfél Eredmény | Ellenfél Eredmény | Helyezés |
| ---------------------------- | --- | ---------- | ------------------------------------------------------------- | --------------------------------------------------------------- | ----------------- | ----------------- | -------- |
| Guylaine Dumont Annie Martin | D csoport · Svájc (SUI) · Simone Kuhn · Nicole Schnyder-Benoit · 21-16, 21-13 · Egyesült Államok (USA) · Holly McPeak · Elaine Youngs · 13-21, 21-12, 9-15 · Norvégia (NOR) · Susanne Glesnes · Kathrine Maaseide · 21-19, 29-27 | 2.         | Kuba (CUB) · Dalixia Fernandez · Tamara Larrea · 21-18, 21-19 | Egyesült Államok (USA) · Misty May · Kerri Walsh · 19-21, 14-21 | kiesett           | kiesett           | 5.       |

## Softball
- Lauren Bay Regula
- Alison Bradley
- Erin Cumpstone
- Cindy Eadie
- Kaila Holtz
- Jackie Lance
- Sheena Lawrick
- Angela Lichty
- Andrea Nyhus
- Kristy Odamura
- Sasha Olson
- Kim Sarrazin
- Rachel Schill
- Auburn Sigurdson
- Erin Woods-White

### Eredmények
Csoportkör
| Csapat           | M | Gy | V | P+ | P– | Pk  |
| ---------------- | - | -- | - | -- | -- | --- |
| Egyesült Államok | 7 | 7  | 0 | 41 | 0  | +41 |
| Ausztrália       | 7 | 6  | 1 | 22 | 14 | +8  |
| Japán            | 7 | 4  | 3 | 17 | 8  | +9  |
| Kína             | 7 | 3  | 4 | 15 | 20 | –5  |
| Kanada           | 7 | 3  | 4 | 6  | 14 | –8  |
| Tajvan           | 7 | 2  | 5 | 3  | 13 | –10 |
| Görögország      | 7 | 2  | 5 | 6  | 24 | –18 |
| Olaszország      | 7 | 1  | 6 | 8  | 25 | –17 |

| 2004. augusztus 14. 17:00 |  | Tajvan (TPE) | 0–2 | Kanada |  |  |
| 2004. augusztus 14. 17:00 |  |              |     |        |  |  |

| 2004. augusztus 15. 19:30 |  | Kanada (CAN) | 0–2 | Görögország |  |  |
| 2004. augusztus 15. 19:30 |  |              |     |             |  |  |

| 2004. augusztus 16. 9:30 |  | Kína (CHN) | 4–2 | Kanada |  |  |
| 2004. augusztus 16. 9:30 |  |            |     |        |  |  |

| 2004. augusztus 17. 19:15 |  | Kanada (CAN) | 1–0 | Japán |  |  |
| 2004. augusztus 17. 19:15 |  |              |     |       |  |  |

| 2004. augusztus 18. 17:00 |  | Kanada (CAN) | 0–7 | Egyesült Államok |  |  |
| 2004. augusztus 18. 17:00 |  |              |     |                  |  |  |

| 2004. augusztus 19. 19:30 |  | Ausztrália (AUS) | 1–0 | Kanada |  |  |
| 2004. augusztus 19. 19:30 |  |                  |     |        |  |  |

| 2004. augusztus 20. 9:30 |  | Olaszország (ITA) | 0–1 | Kanada |  |  |
| 2004. augusztus 20. 9:30 |  |                   |     |        |  |  |

| Csapat | Helyezés |
| ------ | -------- |
| Kanada | 5.       |

## Sportlövészet
Női
| Versenyző     | Versenyszám | Selejtező | Selejtező | Döntő   | Döntő    |
| Versenyző     | Versenyszám | Pont      | Helyezés  | Pont    | Helyezés |
| ------------- | ----------- | --------- | --------- | ------- | -------- |
| Cynthia Meyer | Trap        | 52        | 16.       | kiesett | kiesett  |
| Cynthia Meyer | Dupla trap  | 101       | 11.*      | kiesett | kiesett  |
| Sue Nattrass  | Dupla trap  | 88        | 15.       | kiesett | kiesett  |
| Sue Nattrass  | Trap        | 61        | 5.        | 76      | 6.       |

* - egy másik versenyzővel azonos eredményt ért el

## Súlyemelés
Férfi
| Versenyző   | Versenyszám | Szakítás                 | Szakítás                 | Lökés    | Lökés    | Összesen | Helyezés |
| Versenyző   | Versenyszám | Eredmény                 | Helyezés                 | Eredmény | Helyezés | Összesen | Helyezés |
| ----------- | ----------- | ------------------------ | ------------------------ | -------- | -------- | -------- | -------- |
| Sándor Ákos | 105 kg      | érvényes kísérlet nélkül | érvényes kísérlet nélkül | kiesett  | kiesett  | kiesett  | kiesett  |

Női
| Versenyző       | Versenyszám | Szakítás | Szakítás | Lökés    | Lökés    | Összesen | Helyezés |
| Versenyző       | Versenyszám | Eredmény | Helyezés | Eredmény | Helyezés | Összesen | Helyezés |
| --------------- | ----------- | -------- | -------- | -------- | -------- | -------- | -------- |
| Maryse Turcotte | 58 kg       | 90,0     | 11.*     | 120,0    | 7.*      | 210,0    | 11.      |

* - két másik versenyzővel azonos eredményt ért el

## Szinkronúszás
| Versenyző | Versenyszám | Technikai gyakorlat | Technikai gyakorlat | Selejtező        | Selejtező        | Selejtező  | Selejtező  | Döntő            | Döntő            | Döntő      | Döntő      | Helyezés |
| Versenyző | Versenyszám | Technikai gyakorlat | Technikai gyakorlat | Szabad gyakorlat | Szabad gyakorlat | Összesítés | Összesítés | Szabad gyakorlat | Szabad gyakorlat | Összesítés | Összesítés | Helyezés |
| Versenyző | Versenyszám | Pont                | Hely.               | Pont             | Hely.            | Pont       | Hely.      | Pont             | Hely.            | Pont       | Hely.      | Helyezés |
| --- | ----------- | ------------------- | ------------------- | ---------------- | ---------------- | ---------- | ---------- | ---------------- | ---------------- | ---------- | ---------- | -------- |
| Fanny Létourneau Courtenay Stewart                                                                                        | Páros       | 47,500              | 6.                  | 47,667           | 5.               | 95,167     | 6.         | 47,834           | 6.               | 95,334     | 6.         | 6.       |
| Erin Chan Jessica Chase Jessika Dubuc Marie-Pierre Gagné Fanny Létourneau Shayna Nackoney Anouk Renière Courtenay Stewart | Csapat      | 47,584              | 5.                  |                  |                  |            |            | 47,667           | 5.               | 95,251     | 5.         | 5.       |

## Taekwondo
Női
| Versenyző          | Versenyszám | Nyolcaddöntő               | Negyeddöntő                 | Elődöntő                    | Vigaszág első kör               | Vigaszág elődöntő                | Bronz- mérkőzés   | Döntő             | Helyezés |
| Versenyző          | Versenyszám | Ellenfél Eredmény          | Ellenfél Eredmény           | Ellenfél Eredmény           | Ellenfél Eredmény               | Ellenfél Eredmény                | Ellenfél Eredmény | Ellenfél Eredmény | Helyezés |
| ------------------ | ----------- | -------------------------- | --------------------------- | --------------------------- | ------------------------------- | -------------------------------- | ----------------- | ----------------- | -------- |
| Gonda Ivett        | Légsúly     | Jermin Anwar (EGY) · 3-2   | Dalia Contreras (VEN) · 3-2 | Chen Shih-Hsien (TPE) · 2-3 |                                 | Jauvapha Bunphoncsaj (THA) · 1-2 | kiesett           |                   | 5.       |
| Dominique Bosshart | Nehézsúly   | Myriam Baverel (FRA) · 5-7 |                             |                             | Daniela Castrignano (ITA) · 3-6 | kiesett                          | kiesett           |                   | 7.       |

## Tenisz
Férfi
| Versenyző                   | Versenyszám | 64-es főtábla                     | 32-es főtábla                                            | Nyolcaddöntő                                                           | Negyeddöntő       | Elődöntő          | Bronz- mérkőzés   | Döntő             | Helyezés |
| Versenyző                   | Versenyszám | Ellenfél Eredmény                 | Ellenfél Eredmény                                        | Ellenfél Eredmény                                                      | Ellenfél Eredmény | Ellenfél Eredmény | Ellenfél Eredmény | Ellenfél Eredmény | Helyezés |
| --------------------------- | ----------- | --------------------------------- | -------------------------------------------------------- | ---------------------------------------------------------------------- | ----------------- | ----------------- | ----------------- | ----------------- | -------- |
| Fred Niemeyer               | Egyes       | Taylor Dent (USA) · 2-6, 6-3, 4-6 | kiesett                                                  | kiesett                                                                | kiesett           | kiesett           | kiesett           | kiesett           | 33.      |
| Daniel Nestor Fred Niemeyer | Páros       |                                   | Szlovákia (SVK) · Karol Beck · Dominik Hrbatý · 6-2, 7-5 | Franciaország (FRA) · Michaël Llodra · Fabrice Santoro · 3-6, 7-6, 3-6 | kiesett           | kiesett           | kiesett           | kiesett           | 9.       |

## Tollaslabda
| Versenyző                      | Versenyszám  | 32-es főtábla                                                                   | Nyolcaddöntő      | Negyeddöntő       | Elődöntő          | Bronz- mérkőzés   | Döntő             | Helyezés |
| Versenyző                      | Versenyszám  | Ellenfél Eredmény                                                               | Ellenfél Eredmény | Ellenfél Eredmény | Ellenfél Eredmény | Ellenfél Eredmény | Ellenfél Eredmény | Helyezés |
| ------------------------------ | ------------ | ------------------------------------------------------------------------------- | ----------------- | ----------------- | ----------------- | ----------------- | ----------------- | -------- |
| Charmaine Reid                 | Női egyes    | Cson Dzsejon (KOR) · 4-11, 5-11                                                 | kiesett           | kiesett           | kiesett           | kiesett           | kiesett           | 17.      |
| Denyse Julien Anna Rice        | Női páros    | Thaiföld (THA) · Saralee Thungthongkam · Sathinee Chankrachangwong · 3-15, 4-15 | kiesett           | kiesett           | kiesett           | kiesett           | kiesett           | 17.      |
| Helen Nichol Charmaine Reid    | Női páros    | Tajvan (TPE) · Cheng Wen-Hsing · Chien Yu-Chin · 0-15, 10-15                    | kiesett           | kiesett           | kiesett           | kiesett           | kiesett           | 17.      |
| Philippe Bourret Denyse Julien | Vegyes páros | Új-Zéland (NZL) · Daniel Shirley · Sara Petersen · 4-15, 6-15                   | kiesett           | kiesett           | kiesett           | kiesett           | kiesett           | 17.      |
| Mike Beres Jody Patrick        | Vegyes páros | Svédország (SWE) · Fredrik Bergström · Johanna Persson · 17-15, 11-15, 4-15     | kiesett           | kiesett           | kiesett           | kiesett           | kiesett           | 17.      |

## Torna
Férfi
| Versenyző                                                                       | Versenyszám      | Selejtező | Selejtező | Döntő    | Döntő    |
| Versenyző                                                                       | Versenyszám      | Pontszám  | Helyezés  | Pontszám | Helyezés |
| ------------------------------------------------------------------------------- | ---------------- | --------- | --------- | -------- | -------- |
| Grant Golding                                                                   | Talaj            | 9,512     | 29.       | kiesett  | kiesett  |
| Grant Golding                                                                   | Ugrás            | 9,125     |           | kiesett  | kiesett  |
| Grant Golding                                                                   | Korlát           | 8,962     | 64.       | kiesett  | kiesett  |
| Grant Golding                                                                   | Nyújtó           | 8,500     | 72.       | kiesett  | kiesett  |
| Grant Golding                                                                   | Gyűrű            | 9,650     | 24.       | kiesett  | kiesett  |
| Grant Golding                                                                   | Lólengés         | 9,262     | 45.       | kiesett  | kiesett  |
| Grant Golding                                                                   | Egyéni összetett | 55,011    | 31.       | kiesett  | kiesett  |
| Ken Ikeda                                                                       | Ugrás            | 8,937     |           | kiesett  | kiesett  |
| Ken Ikeda                                                                       | Korlát           | 8,687     | 70.       | kiesett  | kiesett  |
| Ken Ikeda                                                                       | Lólengés         | 8,900     | 65.       | kiesett  | kiesett  |
| Ken Ikeda                                                                       | Egyéni összetett | 26,524    | 89.       | kiesett  | kiesett  |
| Alexander Jeltkov                                                               | Talaj            | 9,175     | 51.       | kiesett  | kiesett  |
| Alexander Jeltkov                                                               | Ugrás            | 8,900     |           | kiesett  | kiesett  |
| Alexander Jeltkov                                                               | Korlát           | 8,787     | 68.       | kiesett  | kiesett  |
| Alexander Jeltkov                                                               | Nyújtó           | 9,625     | 29.       | kiesett  | kiesett  |
| Alexander Jeltkov                                                               | Gyűrű            | 8,562     | 72.       | kiesett  | kiesett  |
| Alexander Jeltkov                                                               | Lólengés         | 7,600     | 81.       | kiesett  | kiesett  |
| Alexander Jeltkov                                                               | Egyéni összetett | 52,649    | 45.       | kiesett  | kiesett  |
| David Kikuchi                                                                   | Talaj            | 8,825     | 69.       | kiesett  | kiesett  |
| David Kikuchi                                                                   | Korlát           | 9,625     | 25.       | kiesett  | kiesett  |
| David Kikuchi                                                                   | Nyújtó           | 9,075     | 62.       | kiesett  | kiesett  |
| David Kikuchi                                                                   | Gyűrű            | 9,500     | 45.       | kiesett  | kiesett  |
| David Kikuchi                                                                   | Lólengés         | 9,412     | 40.       | kiesett  | kiesett  |
| David Kikuchi                                                                   | Egyéni összetett | 46,437    | 58.       | kiesett  | kiesett  |
| Kyle Shewfelt                                                                   | Talaj            | 9,737     | 3.        | 9,787    |          |
| Kyle Shewfelt                                                                   | Ugrás            | 9,649     | 5.        | 9,599    | 4.       |
| Kyle Shewfelt                                                                   | Nyújtó           | 9,212     | 57.       | kiesett  | kiesett  |
| Kyle Shewfelt                                                                   | Gyűrű            | 8,112     | 76.       | kiesett  | kiesett  |
| Kyle Shewfelt                                                                   | Egyéni összetett | 36,748    | 78.       | kiesett  | kiesett  |
| Adam Wong                                                                       | Talaj            | 9,325     | 46.       | kiesett  | kiesett  |
| Adam Wong                                                                       | Ugrás            | 9,137     |           | kiesett  | kiesett  |
| Adam Wong                                                                       | Korlát           | 9,262     | 53.       | kiesett  | kiesett  |
| Adam Wong                                                                       | Nyújtó           | 9,087     | 61.       | kiesett  | kiesett  |
| Adam Wong                                                                       | Gyűrű            | 9,112     | 62.       | kiesett  | kiesett  |
| Adam Wong                                                                       | Lólengés         | 9,237     | 47.       | kiesett  | kiesett  |
| Adam Wong                                                                       | Egyéni összetett | 55,160    | 29.       | kiesett  | kiesett  |
| Grant Golding Ken Ikeda Alexander Jeltkov David Kikuchi Kyle Shewfelt Adam Wong | Csapat összetett | 221,905   | 11.       | kiesett  | kiesett  |

Női
| Versenyző                                                                                   | Versenyszám      | Selejtező | Selejtező | Döntő    | Döntő    |
| Versenyző                                                                                   | Versenyszám      | Pontszám  | Helyezés  | Pontszám | Helyezés |
| ------------------------------------------------------------------------------------------- | ---------------- | --------- | --------- | -------- | -------- |
| Melanie Banville                                                                            | Talaj            | 9,362     | 24.       | kiesett  | kiesett  |
| Melanie Banville                                                                            | Ugrás            | 9,200     |           | kiesett  | kiesett  |
| Melanie Banville                                                                            | Felemás korlát   | 9,062     | 57.       | kiesett  | kiesett  |
| Melanie Banville                                                                            | Gerenda          | 9,025     | 36.       | kiesett  | kiesett  |
| Melanie Banville                                                                            | Egyéni összetett | 36,649    | 22.       | 34,474   | 24.      |
| Heather Mary Purnell                                                                        | Talaj            | 9,400     | 21.       | kiesett  | kiesett  |
| Heather Mary Purnell                                                                        | Ugrás            | 9,187     | 17.       | kiesett  | kiesett  |
| Heather Mary Purnell                                                                        | Felemás korlát   | 8,712     | 70.       | kiesett  | kiesett  |
| Heather Mary Purnell                                                                        | Gerenda          | 8,500     | 67.       | kiesett  | kiesett  |
| Heather Mary Purnell                                                                        | Egyéni összetett | 35,812    | 40.       | kiesett  | kiesett  |
| Gael Mackie                                                                                 | Felemás korlát   | 9,100     | 54.       | kiesett  | kiesett  |
| Gael Mackie                                                                                 | Egyéni összetett | 9,100     | 95.       | kiesett  | kiesett  |
| Amelie Plante                                                                               | Talaj            | 9,287     | 31.       | kiesett  | kiesett  |
| Amelie Plante                                                                               | Ugrás            | 9,112     |           | kiesett  | kiesett  |
| Amelie Plante                                                                               | Felemás korlát   | 9,475     | 23.       | kiesett  | kiesett  |
| Amelie Plante                                                                               | Gerenda          | 8,075     | 77.       | kiesett  | kiesett  |
| Amelie Plante                                                                               | Egyéni összetett | 35,949    | 38.       | kiesett  | kiesett  |
| Kate Richardson                                                                             | Talaj            | 9,562     | 6.        | 9,312    | 7.       |
| Kate Richardson                                                                             | Ugrás            | 9,212     |           | kiesett  | kiesett  |
| Kate Richardson                                                                             | Felemás korlát   | 9,275     | 42.       | kiesett  | kiesett  |
| Kate Richardson                                                                             | Gerenda          | 9,175     | 25.       | kiesett  | kiesett  |
| Kate Richardson                                                                             | Egyéni összetett | 37,224    | 14.       | 35,786   | 18.      |
| Kylie Stone                                                                                 | Talaj            | 8,912     | 56.       | kiesett  | kiesett  |
| Kylie Stone                                                                                 | Ugrás            | 9,137     |           | kiesett  | kiesett  |
| Kylie Stone                                                                                 | Gerenda          | 8,975     | 38.       | kiesett  | kiesett  |
| Kylie Stone                                                                                 | Egyéni összetett | 27,024    | 81.       | kiesett  | kiesett  |
| Melanie Banville Heather Mary Purnell Gael Mackie Amelie Plante Kate Richardson Kylie Stone | Csapat összetett | 146,947   | 10.       | kiesett  | kiesett  |

### Trambulin
| Versenyző            | Versenyszám | Selejtező | Selejtező | Döntő    | Döntő    |
| Versenyző            | Versenyszám | Pontszám  | Helyezés  | Pontszám | Helyezés |
| -------------------- | ----------- | --------- | --------- | -------- | -------- |
| Mathieu Turgeon      | Férfi       | 63,4      | 11.       | kiesett  | kiesett  |
| Karen Cockburn       | Női         | 65,1      | 5.        | 39,2     |          |
| Heather Ross-McManus | Női         | 63,8      | 6.        | 37,4     | 6.       |

## Triatlon
| Versenyző        | Versenyszám | 1,5 km úszás | 1,5 km úszás | 40 km kerékpározás | 40 km kerékpározás | 10 km futás | 10 km futás | Összesítés | Összesítés |
| Versenyző        | Versenyszám | Idő          | Hely.        | Idő                | Hely.              | Idő         | Hely.       | Idő        | Helyezés   |
| ---------------- | ----------- | ------------ | ------------ | ------------------ | ------------------ | ----------- | ----------- | ---------- | ---------- |
| Brent McMahon    | Férfi       | 18:30        | 44.          | 1:05:08            | 30.                | 35:30       | 38.         | 1:59:44,57 | 39.        |
| Simon Whitfield  | Férfi       | 18:21        | 36.          | 1:02:15            | 16.                | 31:59       | 6.          | 1:53:15,81 | 11.        |
| Samantha McGlone | Női         | 21:27        | 49.          | 1:11:41            | 30.                | 36:25       | 8.          | 2:10:14,24 | 27.        |
| Carol Montgomery | Női         | 19:52        | 32.          | 1:15:11            | 34.*               | 39:33       | 33.         | 2:15:25,62 | 35.        |
| Jill Savege      | Női         | 18:44        | 5.           | 1:19:52            | 45.                | 38:48       | 28.         | 2:18:10,99 | 39.        |

* - egy másik versenyzővel azonos időt ért el

## Úszás
Férfi
| Versenyző                                                   | Versenyszám            | Előfutam | Előfutam | Előfutam | Elődöntő | Elődöntő | Elődöntő | Döntő   | Döntő    |
| Versenyző                                                   | Versenyszám            | Idő      | Hely.    | Össz.    | Idő      | Hely.    | Össz.    | Idő     | Helyezés |
| ----------------------------------------------------------- | ---------------------- | -------- | -------- | -------- | -------- | -------- | -------- | ------- | -------- |
| Matt Rose                                                   | 50 m gyors             | 23,01    | 8.       | 30.      | kiesett  | kiesett  | kiesett  | kiesett | kiesett  |
| Matt Rose                                                   | 100 m hát              | 56,62    | 8.       | 27.**    | kiesett  | kiesett  | kiesett  | kiesett | kiesett  |
| Brent Hayden                                                | 200 m gyors            | 1:49,56  | 6.       | 14.      | 1:50,00  | 7.       | 13.      | kiesett | kiesett  |
| Rick Say                                                    | 200 m gyors            | 1:49,32  | 2.       | 10.      | 1:48,16  | 5.       | 8.       | 1:47,55 | 6.       |
| Mark Johnston                                               | 400 m gyors            | 3:54,27  | 8.       | 22.      |          |          |          | kiesett | kiesett  |
| Andrew Hurd                                                 | 400 m gyors            | 3:50,81  | 4.       | 13.      |          |          |          | kiesett | kiesett  |
| Andrew Hurd                                                 | 1500 m gyors           | 15:28,71 | 6.       | 18.      |          |          |          | kiesett | kiesett  |
| Michael Mintenko                                            | 100 m pillangó         | 52,96    | 5.       | 14.      | 52,89    | 5.       | 12.      | kiesett | kiesett  |
| Nathaniel O'Brien                                           | 200 m pillangó         | 2:00,12  | 1.       | 23.      | kiesett  | kiesett  | kiesett  | kiesett | kiesett  |
| Nathaniel O'Brien                                           | 200 m hát              | 2:00,49  | 1.       | 10.      | 2:00,13  | 8.       | 14.      | kiesett | kiesett  |
| Keith Beavers                                               | 200 m hát              | 2:00,97  | 4.       | 13.      | 1:59,98  | 6.       | 12.      | kiesett | kiesett  |
| Keith Beavers                                               | 400 m vegyes           | 4:21,47  | 6.       | 16.      |          |          |          | kiesett | kiesett  |
| Brian Johns                                                 | 400 m vegyes           | 4:21,10  | 5.       | 15.      |          |          |          | kiesett | kiesett  |
| Brian Johns                                                 | 200 m vegyes           | 2:03,95  | 8.       | 28.      | kiesett  | kiesett  | kiesett  | kiesett | kiesett  |
| Scott Dickens                                               | 100 m mell             | 1:02,16  | 6.*      | 19.*     | kiesett  | kiesett  | kiesett  | kiesett | kiesett  |
| Morgan Knabe                                                | 100 m mell             | 1:02,13  | 5.       | 18.      | kiesett  | kiesett  | kiesett  | kiesett | kiesett  |
| Morgan Knabe                                                | 200 m mell             | 2:17,20  | 8.       | 29.      | kiesett  | kiesett  | kiesett  | kiesett | kiesett  |
| Mike Brown                                                  | 200 m mell             | 2:12,69  | 3.       | 4.       | 2:12,14  | 2.       | 6.       | 2:11,94 | 6.       |
| Brent Hayden Riley Janes Yannick Lupien Michael Mintenko    | 4 × 100 m gyorsváltó   | 3:18,35  | 4.       | 9.       |          |          |          | kiesett | kiesett  |
| Brent Hayden Andrew Hurd Brian Johns Rick Say Mark Johnston | 4 × 200 m gyorsváltó   | 7:18,05  | 3.       | 5.       |          |          |          | 7:13,33 | 5.       |
| Mike Brown Brent Hayden Riley Janes Michael Mintenko        | 4 × 100 m vegyes váltó | 3:39,36  | 4.       | 10.      |          |          |          | kiesett | kiesett  |

Női
| Versenyző                                                      | Versenyszám            | Előfutam | Előfutam | Előfutam | Elődöntő | Elődöntő | Elődöntő | Döntő   | Döntő    |
| Versenyző                                                      | Versenyszám            | Idő      | Hely.    | Össz.    | Idő      | Hely.    | Össz.    | Idő     | Helyezés |
| -------------------------------------------------------------- | ---------------------- | -------- | -------- | -------- | -------- | -------- | -------- | ------- | -------- |
| Brittany Reimer                                                | 200 m gyors            | 2:01,39  | 6.       | 17.      | kiesett  | kiesett  | kiesett  | kiesett | kiesett  |
| Brittany Reimer                                                | 400 m gyors            | 4:12,33  | 7.       | 16.      |          |          |          | kiesett | kiesett  |
| Brittany Reimer                                                | 800 m gyors            | 8:41,55  | 5.       | 17.      |          |          |          | kiesett | kiesett  |
| Erin Gammel                                                    | 100 m hát              | 1:02,47  | 7.       | 17.*     | kiesett  | kiesett  | kiesett  | kiesett | kiesett  |
| Jennifer Fratesi                                               | 200 m hát              | 2:13,00  | 2.       | 6.       | 2:12,64  | 5.       | 9.       | kiesett | kiesett  |
| Elizabeth Warden                                               | 200 m hát              | 2:15,77  | 5.       | 18.      | kiesett  | kiesett  | kiesett  | kiesett | kiesett  |
| Elizabeth Warden                                               | 200 m vegyes           | 2:17,12  | 6.       | 15.      | 2:17,32  | 8.       | 15.      | kiesett | kiesett  |
| Elizabeth Warden                                               | 400 m vegyes           | 4:46,27  | 2.       | 11.      |          |          |          | kiesett | kiesett  |
| Rhiannon Leier                                                 | 100 m mell             | 1:09,38  | 3.       | 9.       | 1:09,46  | 7.       | 12.      | kiesett | kiesett  |
| Lauren Van Oosten                                              | 100 m mell             | 1:09,93  | 4.       | 13.      | 1:09,45  | 6.       | 11.      | kiesett | kiesett  |
| Lauren Van Oosten                                              | 200 m mell             | 2:30,44  | 5.       | 14.      | 2:30,39  | 7.       | 13.      | kiesett | kiesett  |
| Jennifer Fratesi Erin Gammel Brittany Reimer Lauren Van Oosten | 4 × 100 m vegyes váltó | 4:09,84  | 6.       | 11.      |          |          |          | kiesett | kiesett  |

| Versenyző   | Versenyszám | Szétúszás a 17. helyért | Szétúszás a 17. helyért |
| Versenyző   | Versenyszám | Idő                     | Helyezés                |
| ----------- | ----------- | ----------------------- | ----------------------- |
| Erin Gammel | 100 m hát   | 1:03,05                 | 2.                      |

* - egy másik versenyzővel azonos időt ért el

** - két másik versenyzővel azonos időt ért el

## Vitorlázás
Férfi
| Versenyző                 | Versenyszám | Futam | Futam | Futam | Futam | Futam | Futam | Futam | Futam | Futam | Futam | Futam | Pontszám | Helyezés |
| Versenyző                 | Versenyszám | 1     | 2     | 3     | 4     | 5     | 6     | 7     | 8     | 9     | 10    | 11    | Pontszám | Helyezés |
| ------------------------- | ----------- | ----- | ----- | ----- | ----- | ----- | ----- | ----- | ----- | ----- | ----- | ----- | -------- | -------- |
| Richard Clarke            | Finn dingi  | 10    | 18    | 15    | 22    | 19    | 15    | 26    | 14    | 8     | 11    | 2     | 134      | 18.      |
| Ross Macdonald Mike Wolfs | Csillaghajó | 7     | 11    | 4     | 3     | 1     | 5,2   | 8     | 14    | 8     | 2     | 2     | 51,2     |          |

Női
| Versenyző                                | Versenyszám    | Futam | Futam | Futam | Futam | Futam | Futam | Futam | Futam | Futam | Futam | Futam | Pontszám | Helyezés |
| Versenyző                                | Versenyszám    | 1     | 2     | 3     | 4     | 5     | 6     | 7     | 8     | 9     | 10    | 11    | Pontszám | Helyezés |
| ---------------------------------------- | -------------- | ----- | ----- | ----- | ----- | ----- | ----- | ----- | ----- | ----- | ----- | ----- | -------- | -------- |
| Jen Provan Nikola Girke                  | 470-es osztály | 4     | 13    | 17    | 11    | 12    | 7     | 2     | 19    | 6     | 19    | 12    | 103      | 13.      |
| Lisa Ross Chantal Léger Deirdre Crampton | Yngling        | 13    | 9     | 15    | 15    | 12    | 12    | 12    | 14    | 15    | 2     | 12    | 116      | 16.      |

Nyílt
| Versenyző                   | Versenyszám | Futam | Futam | Futam | Futam | Futam | Futam | Futam | Futam | Futam | Futam | Futam | Pontszám | Helyezés |
| Versenyző                   | Versenyszám | 1     | 2     | 3     | 4     | 5     | 6     | 7     | 8     | 9     | 10    | 11    | Pontszám | Helyezés |
| --------------------------- | ----------- | ----- | ----- | ----- | ----- | ----- | ----- | ----- | ----- | ----- | ----- | ----- | -------- | -------- |
| Bernard Luttmer             | Laser       | 15    | 25    | 22    | 21    | 27    | 33    | 31    |       | 9     | 32    | 30    | 245      | 29.      |
| Oskar Johansson John Curtis | Tornádó     | 14    | 15    | 4     | 13    | 8     | 12    | 14    | 17    | 17    | 4     | 13    | 114      | 15.      |

## Vívás
Férfi
| Versenyző     | Versenyszám  | Selejtező                  | 32-es főtábla                    | Nyolcaddöntő      | Negyeddöntő       | Elődöntő          | Bronz- mérkőzés   | Döntő             | Helyezés |
| Versenyző     | Versenyszám  | Ellenfél Eredmény          | Ellenfél Eredmény                | Ellenfél Eredmény | Ellenfél Eredmény | Ellenfél Eredmény | Ellenfél Eredmény | Ellenfél Eredmény | Helyezés |
| ------------- | ------------ | -------------------------- | -------------------------------- | ----------------- | ----------------- | ----------------- | ----------------- | ----------------- | -------- |
| Josh McGuire  | Tőr, egyéni  | Lau Kwok Kin (HKG) · 15-14 | Simone Vanni (ITA) · 10-15       | kiesett           | kiesett           | kiesett           | kiesett           | kiesett           | 29.      |
| Michel Boulos | Kard, egyéni |                            | Ferjancsik Domonkos (HUN) · 8-15 | kiesett           | kiesett           | kiesett           | kiesett           | kiesett           | 24.      |

Női
| Versenyző                                                | Versenyszám       | Selejtező                  | 32-es főtábla               | Nyolcaddöntő      | Negyeddöntő                                                                    | Elődöntő                                                                                              | Bronz- mérkőzés                                                                              | Döntő             | Helyezés |
| Versenyző                                                | Versenyszám       | Ellenfél Eredmény          | Ellenfél Eredmény           | Ellenfél Eredmény | Ellenfél Eredmény                                                              | Ellenfél Eredmény                                                                                     | Ellenfél Eredmény                                                                            | Ellenfél Eredmény | Helyezés |
| -------------------------------------------------------- | ----------------- | -------------------------- | --------------------------- | ----------------- | ------------------------------------------------------------------------------ | --- | -------------------------------------------------------------------------------------------- | ----------------- | -------- |
| Catherine Dunnette                                       | Párbajtőr, egyéni | Eimey Gómez (CUB) · 9-11   | kiesett                     | kiesett           | kiesett                                                                        | kiesett                                                                                               | kiesett                                                                                      | kiesett           | 34.      |
| Monique Kavelaars                                        | Párbajtőr, egyéni | Rachel Barlow (RSA) · 14-8 | Li Na (CHN) · 11-15         | kiesett           | kiesett                                                                        | kiesett                                                                                               | kiesett                                                                                      | kiesett           | 30.      |
| Sherraine Schalm-MacKay                                  | Párbajtőr, egyéni |                            | Joána Hrísztu (GRE) · 13-15 | kiesett           | kiesett                                                                        | kiesett                                                                                               | kiesett                                                                                      | kiesett           | 18.      |
| Monique Kavelaars Julie Leprohon Sherraine Schalm-MacKay | Párbajtőr, csapat |                            |                             |                   | Magyarország (HUN) · Hormay Adrien · Mincza-Nébald Ildikó · Nagy Tímea · 38-37 | Oroszország (RUS) · Tatyjana Logunova · Anna Szivkova · Okszana Jermakova · Karina Aznavurjan · 18-25 | Franciaország (FRA) · Laura Flessel-Colovic · Maureen Nisima · Király-Picot Hajnalka · 37-45 |                   | 4.       |

## Vízilabda

### Női
| Kanadai nemzeti női vízilabdacsapat-játékoskeret | Kanadai nemzeti női vízilabdacsapat-játékoskeret | Kanadai nemzeti női vízilabdacsapat-játékoskeret | Kanadai nemzeti női vízilabdacsapat-játékoskeret | Kanadai nemzeti női vízilabdacsapat-játékoskeret | Kanadai nemzeti női vízilabdacsapat-játékoskeret | Kanadai nemzeti női vízilabdacsapat-játékoskeret |
| #                                                | Név                                              | Poszt                                            | Magasság                                         | Súly                                             | Kor                                              | Klub                                             |
| ------------------------------------------------ | ------------------------------------------------ | ------------------------------------------------ | ------------------------------------------------ | ------------------------------------------------ | ------------------------------------------------ | ------------------------------------------------ |
| 1                                                | Whynter Lamarre                                  | GK                                               | 1,73 m (5 ft 8 in)                               | 68 kg                                            | 1979. január 14. (25 évesen)                     | Dollard-des-Ormeux                               |
| 2                                                | Rachel Riddell                                   | GK                                               | 1,83 m (6 ft 0 in)                               | 66 kg                                            | 1984. szeptember 5. (19 évesen)                  | Vancouver Pacific Storm                          |
| 3                                                | Marianne Illing                                  | D                                                | 1,74 m (5 ft 9 in)                               | 67 kg                                            | 1974. február 12. (30 évesen)                    | Ottawa Titans                                    |
| 4                                                | Susan Gardiner                                   | CF                                               | 1,90 m (6 ft 3 in)                               | 95 kg                                            | 1980. április 13. (24 évesen)                    | Vancouver Pacific Storm                          |
| 5                                                | Andrea Dewar                                     | CF                                               | 1,78 m (5 ft 10 in)                              | 66 kg                                            | 1979. július 9. (25 évesen)                      | Dollard-des-Ormeux                               |
| 6                                                | Marie-Luc Arpin                                  | D                                                | 1,73 m (5 ft 8 in)                               | 68 kg                                            | 1978. július 4. (26 évesen)                      | St. Foy Hydres                                   |
| 7                                                | Cora Campbell                                    | D                                                | 1,78 m (5 ft 10 in)                              | 62 kg                                            | 1974. május 28. (30 évesen)                      | Calgary Renegades                                |
| 8                                                | Melissa Collins                                  | D                                                | 1,65 m (5 ft 5 in)                               | 61 kg                                            | 1976. szeptember 25. (27 évesen)                 | Dollard-des-Ormeux                               |
| 9                                                | Ann Dow                                          | CB                                               | 1,64 m (5 ft 5 in)                               | 59 kg                                            | 1971. május 1. (33 évesen)                       | CAMO Natation                                    |
| 10                                               | Jana Salat                                       | CB                                               | 1,74 m (5 ft 9 in)                               | 67 kg                                            | 1979. április 6. (25 évesen)                     | Les Hydres de St. Foy                            |
| 11                                               | Valérie Dionne                                   | D                                                | 1,73 m (5 ft 8 in)                               | 72 kg                                            | 1980. július 29. (24 évesen)                     | Les Hydres de St. Foy                            |
| 12                                               | Christine Robinson                               | CF                                               | 1,80 m (5 ft 11 in)                              | 80 kg                                            | 1984. május 17. (20 évesen)                      | Dollard-des-Ormeux                               |
| 13                                               | Johanne Bégin                                    | CF                                               | 1,80 m (5 ft 11 in)                              | 81 kg                                            | 1971. október 21. (32 évesen)                    | Les Hydres de St. Foy                            |
| Vezetőedző: Patrick Oaten                        |                                                  |                                                  |                                                  |                                                  |                                                  |                                                  |

- Kor: 2004. augusztus 14-i kora

#### Eredmények
Csoportkör
B csoport
| Csapat                 | M | Gy | D | V | G+ | G– | Gk | P |
| ---------------------- | - | -- | - | - | -- | -- | -- | - |
| Egyesült Államok (USA) | 3 | 2  | 0 | 1 | 20 | 16 | +4 | 4 |
| Oroszország (RUS)      | 3 | 2  | 0 | 1 | 21 | 22 | –1 | 4 |
| Magyarország (HUN)     | 3 | 1  | 0 | 2 | 19 | 20 | –1 | 2 |
| Kanada (CAN)           | 3 | 1  | 0 | 2 | 16 | 18 | –2 | 2 |

| 2004. augusztus 16. 16:30 | Oroszország (RUS)    | 8–6 | Kanada (CAN) | Központi Olimpiai Uszoda Játékvezetők: Erhan Tulga (TUR), Torsten Bock (GER) |
| 2004. augusztus 16. 16:30 | (1–2, 3–0, 2–3, 2–1) |     |              | Központi Olimpiai Uszoda Játékvezetők: Erhan Tulga (TUR), Torsten Bock (GER) |
| 2004. augusztus 16. 16:30 | Konuh 3              |     | Gardiner 2   | Központi Olimpiai Uszoda Játékvezetők: Erhan Tulga (TUR), Torsten Bock (GER) |

| 2004. augusztus 18. 10:45 | Egyesült Államok (USA) | 5–6 | Kanada (CAN) | Központi Olimpiai Uszoda Játékvezetők: Nikolaos Stavropoulos (GRE), Noel Harrod (AUS) |
| 2004. augusztus 18. 10:45 | (0–0, 1–0, 3–1, 1–5)   |     |              | Központi Olimpiai Uszoda Játékvezetők: Nikolaos Stavropoulos (GRE), Noel Harrod (AUS) |
| 2004. augusztus 18. 10:45 | öt játékos 1           |     | Bégin 3      | Központi Olimpiai Uszoda Játékvezetők: Nikolaos Stavropoulos (GRE), Noel Harrod (AUS) |

| 2004. augusztus 20. 16:45 | Magyarország (HUN)   | 5–4 | Kanada (CAN)   | Központi Olimpiai Uszoda Játékvezetők: Radu Matache (ROU), Roberto Pentronilli (ITA) |
| 2004. augusztus 20. 16:45 | (1–2, 2–0, 2–1, 0–1) |     |                | Központi Olimpiai Uszoda Játékvezetők: Radu Matache (ROU), Roberto Pentronilli (ITA) |
| 2004. augusztus 20. 16:45 | Stieber 2            |     | négy játékos 1 | Központi Olimpiai Uszoda Játékvezetők: Radu Matache (ROU), Roberto Pentronilli (ITA) |

A 7. helyért
| 2004. augusztus 22. 10:45 | Kazahsztán (KAZ)     | 4–10 | Kanada (CAN)   | Központi Olimpiai Uszoda Játékvezetők: Radosław Koryzna (POL), Elizabeth Burman (NZL) |
| 2004. augusztus 22. 10:45 | (0–2, 1–4, 3–3, 0–1) |      |                | Központi Olimpiai Uszoda Játékvezetők: Radosław Koryzna (POL), Elizabeth Burman (NZL) |
| 2004. augusztus 22. 10:45 | Koroljova 4          |      | négy játékos 2 | Központi Olimpiai Uszoda Játékvezetők: Radosław Koryzna (POL), Elizabeth Burman (NZL) |

| Csapat       | Helyezés |
| ------------ | -------- |
| Kanada (CAN) | 7.       |